# Anca Damian
Pour les articles homonymes, voir Damian.
Anca Damian, née le 1er avril 1962, est une réalisatrice roumaine de films d'animation documentaires. 

## Biographie
Anca Damian a étudié la direction de la photographie à l'Académie de théâtre et de cinéma de Bucarest. Elle est également détentrice d'un doctorat en cinéma et média.
Son film sorti en 2011, Le Voyage de monsieur Crulic, a remporté plusieurs récompenses prestigieuses, dont le Cristal du long métrage au festival d'Annecy en 2012.

## Filmographie

### Longs métrages
- 2008 : Crossing Dates
- 2011 : Le Voyage de monsieur Crulic
- 2013 : A Very Unsettled Summer
- 2015 : La Montagne magique
- 2018 : Moon Hotel Kabul
- 2019 : L'Extraordinaire Voyage de Marona
- 2021 : The Island (Insula)

### Courts métrages
- 1997 : Bitzan in Labirint
- 2016 : Carré